# Riz cantonais
Pour les articles homonymes, voir Riz (homonymie) et Canton (homonymie).
Le riz cantonais ou riz à la cantonaise est une spécialité culinaire traditionnelle de la cuisine française, d'inspiration chinoise, à base de riz cuit à l'eau, frit avec des œufs, des légumes, des morceaux de jambon et parfois des crevettes,,. Cette recette apparaît dans les textes français dans les années 1960 mais sa notoriété date du XXIe siècle avec la vogue de la cuisine chinoise,. L'expression semble avoir été introduite dans la langue par les Français du Viêt Nam.

## Dénomination

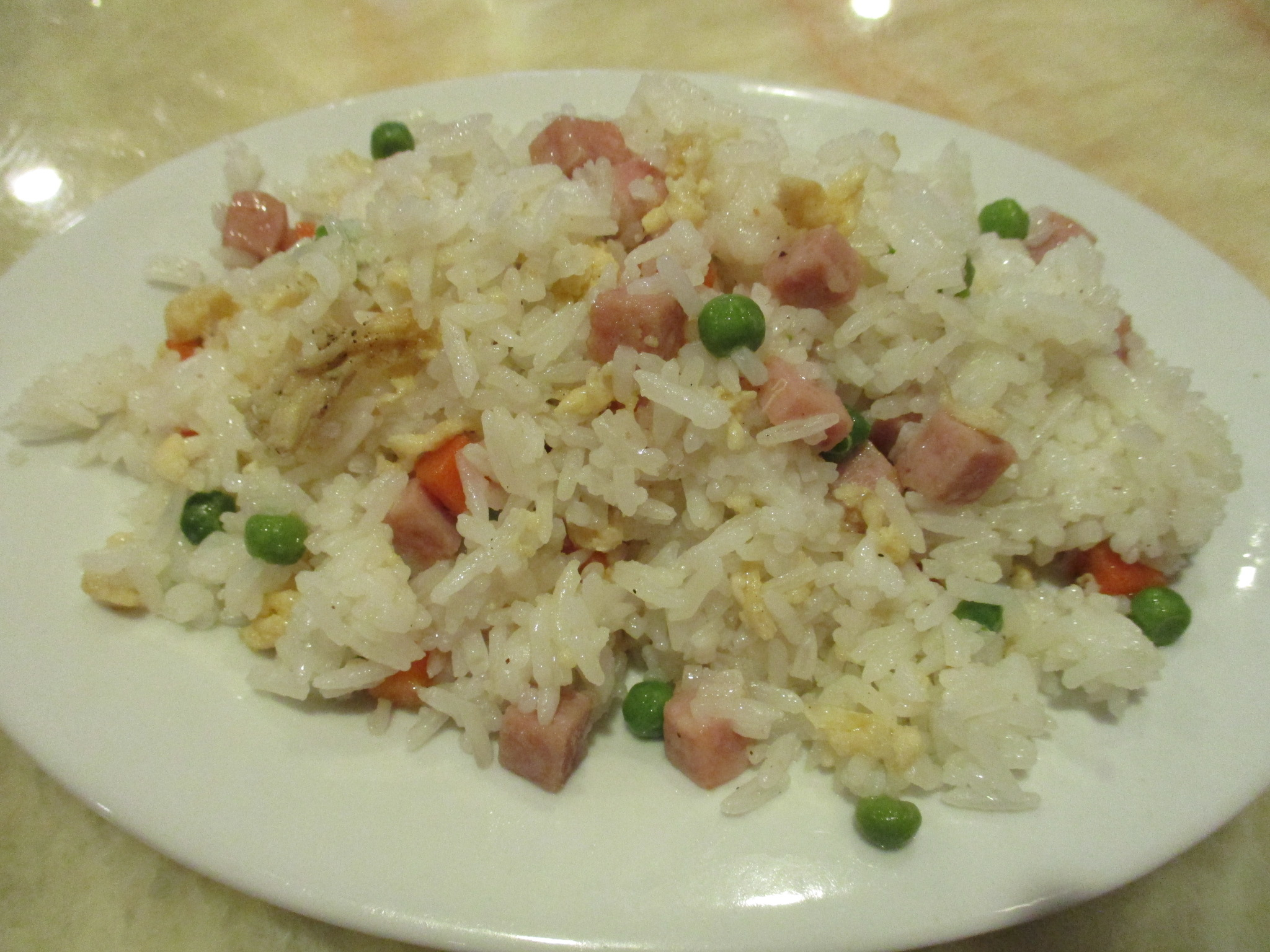

Le terme riz cantonais, tout comme l'anglais cantonese rice (en anglais actuel Yangzhou fried rice et cantonese fried rice sont usuels) apparaissent dans les textes imprimés à la fin de la Seconde Guerre mondiale et avec une fréquence significative à compter de 1990,.
L'historienne Marianne Bastid-Bruguière explique que dans les langues européennes, « cantonais » désigne, concernant notamment les spécialités culinaires, globalement ce qui vient de la province du Guangdong. C'est d'une zone circonscrite de cette province, dans le delta de la Rivière des Perles que provient la grande masse de l'émigration cantonaise, y compris celle du Viêt Nam, depuis le XVIIIe siècle. En français, riz cantonais désigne un riz cuisiné par ces migrants chinois, le plus souvent non professionnels,. C'est à l'expansion après-guerre des restaurants tenus par les immigrés chinois d'Occident (États-Unis, Canada dont Québec, Royaume-Uni et France) qu'il doit sa notoriété.

## Origine chinoise

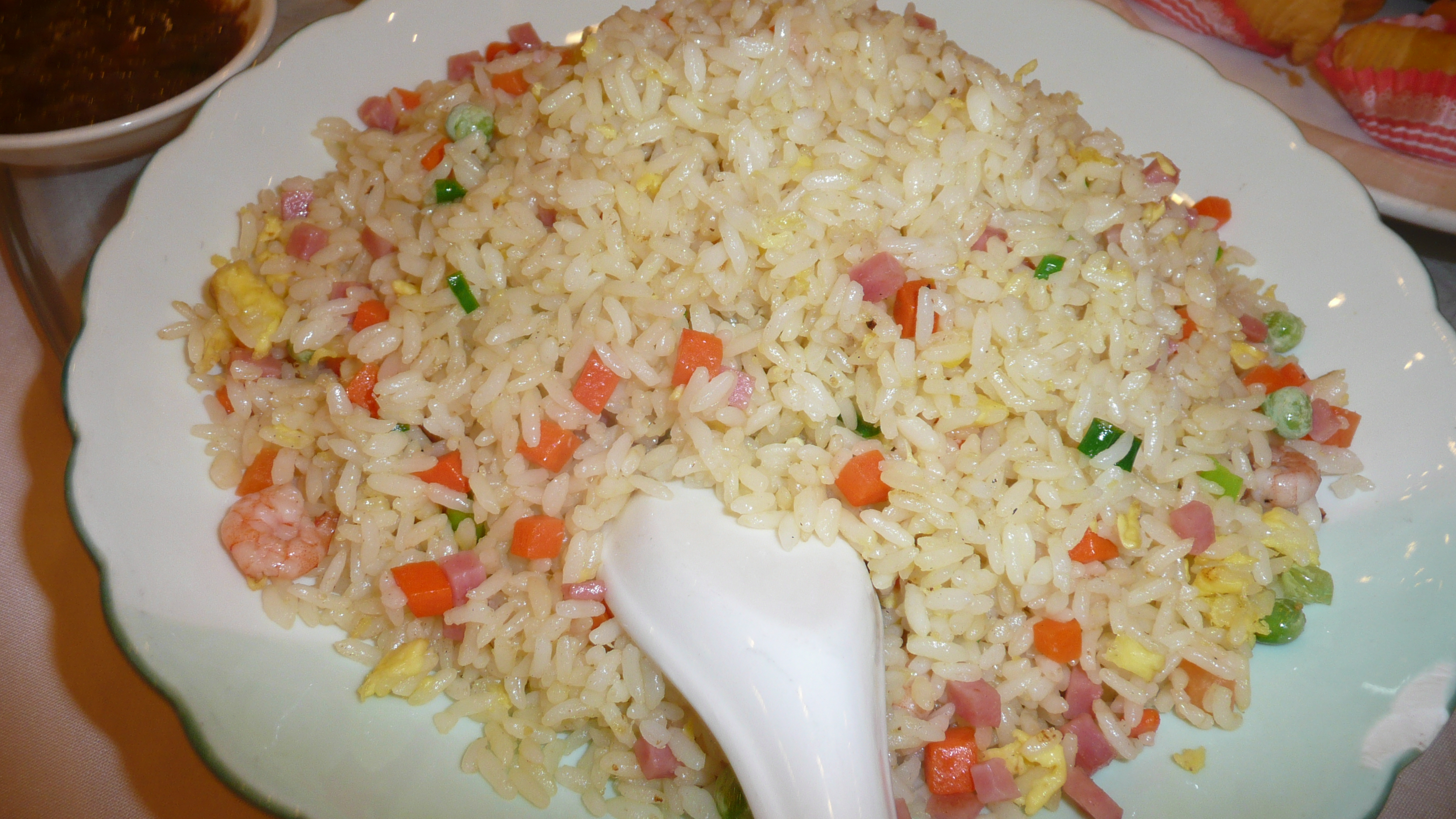
Classique non coloré.

Selon les sources chinoises, l’empereur Yang de la dynastie Sui (VIe-VIIe siècles) aurait introduit son riz doré préféré (riz frit aux œufs) à Yangzhou, province de Jiangsu[réf. nécessaire]. Selon l'écrivain taïwanais Tang Lusun (1907-1985), le préfet local Yi Bingshou (1754-1815) sous la dynastie Qing a ajouté des crevettes, de la viande maigre, du jambon, etc. à la base de riz frit aux œufs[réf. nécessaire]. Le riz sauté de Yangzhou 揚州炒飯 (Yángzhōu chǎofàn) est traditionnellement cuisiné avec un riz cuit de la veille, du jambon de porc cru ou du porc laqué char siu ou encore des saucisses sucrées lap cheong. Les œufs brouillés sont servis séparément ou versés directement sur le riz. On y ajoute du vin de cuisine, des oignons verts, du brocoli chinois (kai-lan), des carottes, des petits pois, du maïs, des pousses de bambou, du crabe, des crevettes, du poivre, ainsi que du concombre de mer et son eau de trempage[réf. nécessaire].

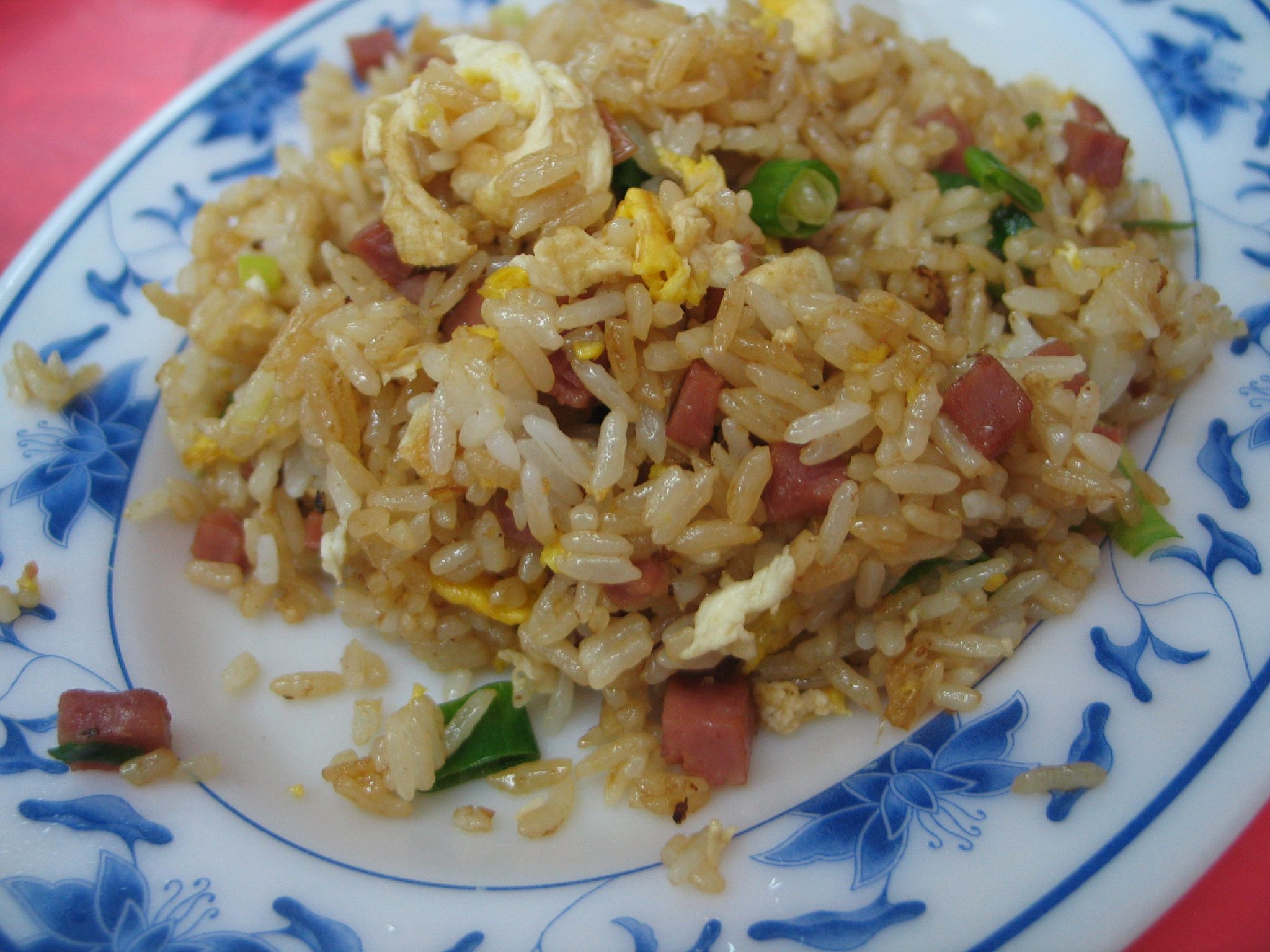
Version de la cuisine de Taïwan.

Il en existe de nombreuses variantes. Le porc cuit et incorporé en morceaux peut être remplacé par de l'agneau ou du canard. 
Henri Lecourt en donne la première recette en français en 1925 : « 46. Riz aux œufs brouillés Tann tch’ao fann : battre 2 œufs de cane avec un peu de sel et de vin jaune. Préparer un bol de bouillon de volaille, un bol de riz cuit, 3 onces de graisse, deux pousses de bambou cuites et débitées en lamelles, 2 tranches de jambon. Verser dans la graisse chaude les œufs battus et mélanger à la mouvette (les œufs doivent être bien brouillés). Verser le bol de riz, remuer sans arrêt, saler selon goût. Ajouter le bouillon de poulet qui ne doit pas être en excédent. Verser dans un bol, orner avec le jambon et les pousses de bambou.»

## Cuire les œufs à part du riz ou avec le riz?
La façon classique de faire est de brouiller les œufs en petits morceaux (selon le journaliste culinaire Lu Zhao, verser les œufs battus dans la poêle chaude, laisser reposer 30 secondes et remuer rapidement pour créer de petits morceaux d'œufs brouillés qu'on réserve), d'ajouter la garniture et enfin le riz,. Les amateurs admettent et discutent 4 méthodes[réf. nécessaire] :

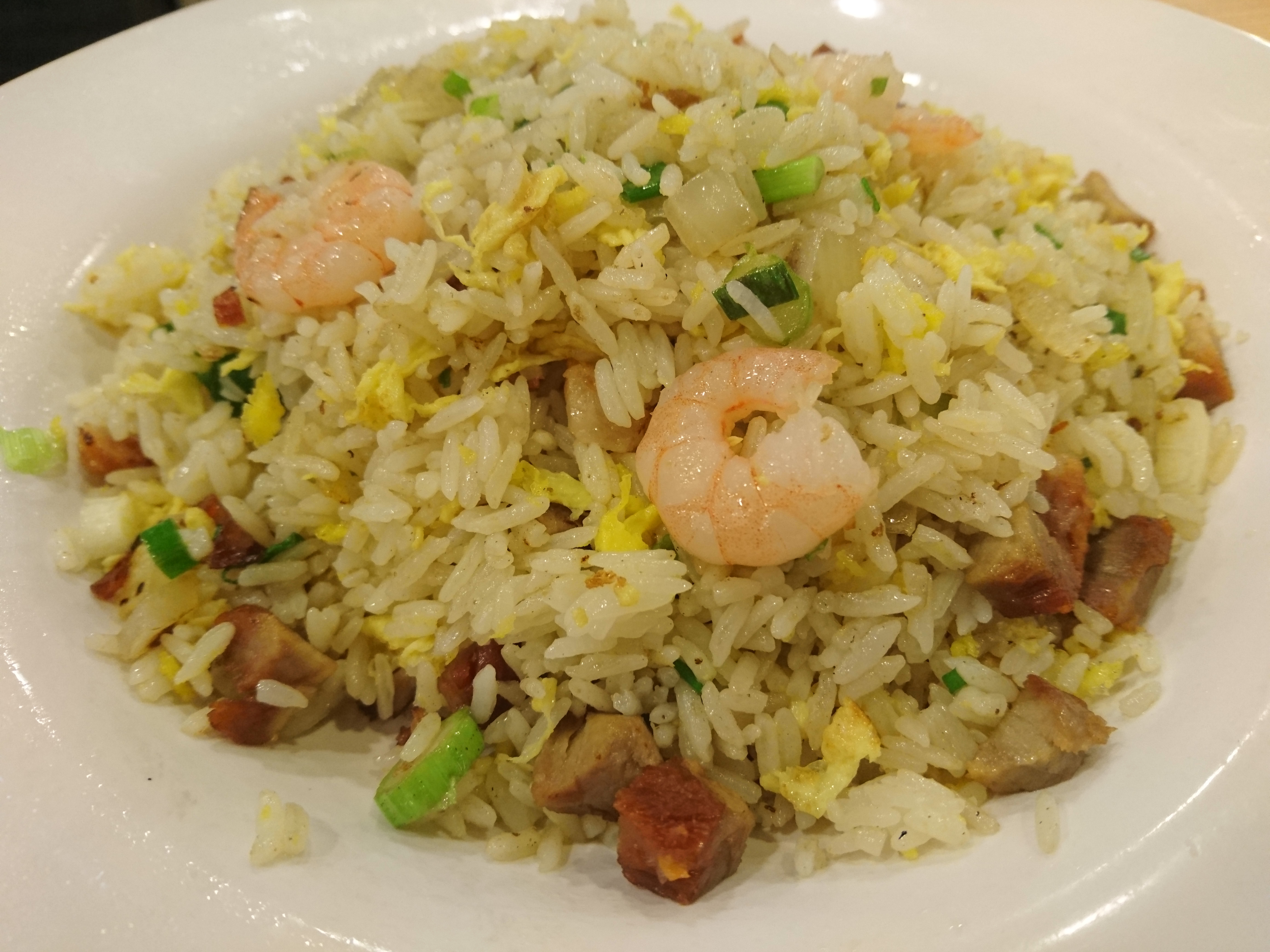
Avec des crevettes.

1. Au riz cuit à la vapeur, on ajoute les œufs battus après avoir bien séparé les grains. Ensuite, le tout est frit. Les goûts des œufs et du riz sont réputés rester distincts. C'est le riz aux œufs frits 蛋炒饭 (Dàn chǎofàn).
2. Au riz cuit qui a passé 3 heures au réfrigérateur, ajouter la moitié des œufs battus crus et un peu d'huile, laisser reposer 20 min, puis faire sauter en mélangeant bien. Ajouter le reste des œufs cuits en omelette et détaillés en morceaux au moment de servir. C'est l'argent (le riz) enveloppé d'or (l'œuf) 金包银 (Jīn bāoyín).
3. Faire frire rapidement des œufs dans un wok, d'abord très chaud puis réduire. Ajouter le riz cuit la veille et la garniture puis faire sauter jusqu'à obtention d'un mélange homogène.
4. Cuire et sauter la garniture, sauf les verts d'oignon, battre les œufs et les verts d'oignon, les faire sauter dans un second wok et y ajouter le riz. Mélanger la garniture avant de servir.

Le riz frit à l'or et à l'argent 金包银炒饭 (Jīn bāoyín chǎofàn) est un riz cuit sauté auquel on ajoute des œufs battus crus puis on tourne régulièrement jusqu'à une belle coloration orangée. Il n'a pas de garniture. Le riz frit tricolore 三色黄金炒饭 (Sān sè huángjīn chǎofàn) est le riz frit à l'or et à l'argent auquel on ajoute des carottes et laitues en julienne cuites et des verts d'oignon crus hachés.
Les forums chinois traitent la question de l'ordre des cuissons avec un luxe de détail, certain ne battent pas l'œuf avant de le mélanger au riz, d'autres mélangent séparément le jaune de l'œuf puis le blanc cuit ou l'inverse.

## Variantes du riz cantonais mondialisé
Comme la pizza napolitaine, le riz cantonais est aujourd'hui mondialisé, il est devenu un incontournable de la cuisine d'inspiration asiatique internationalisée. Il se rencontre avec de nombreuses variantes : 

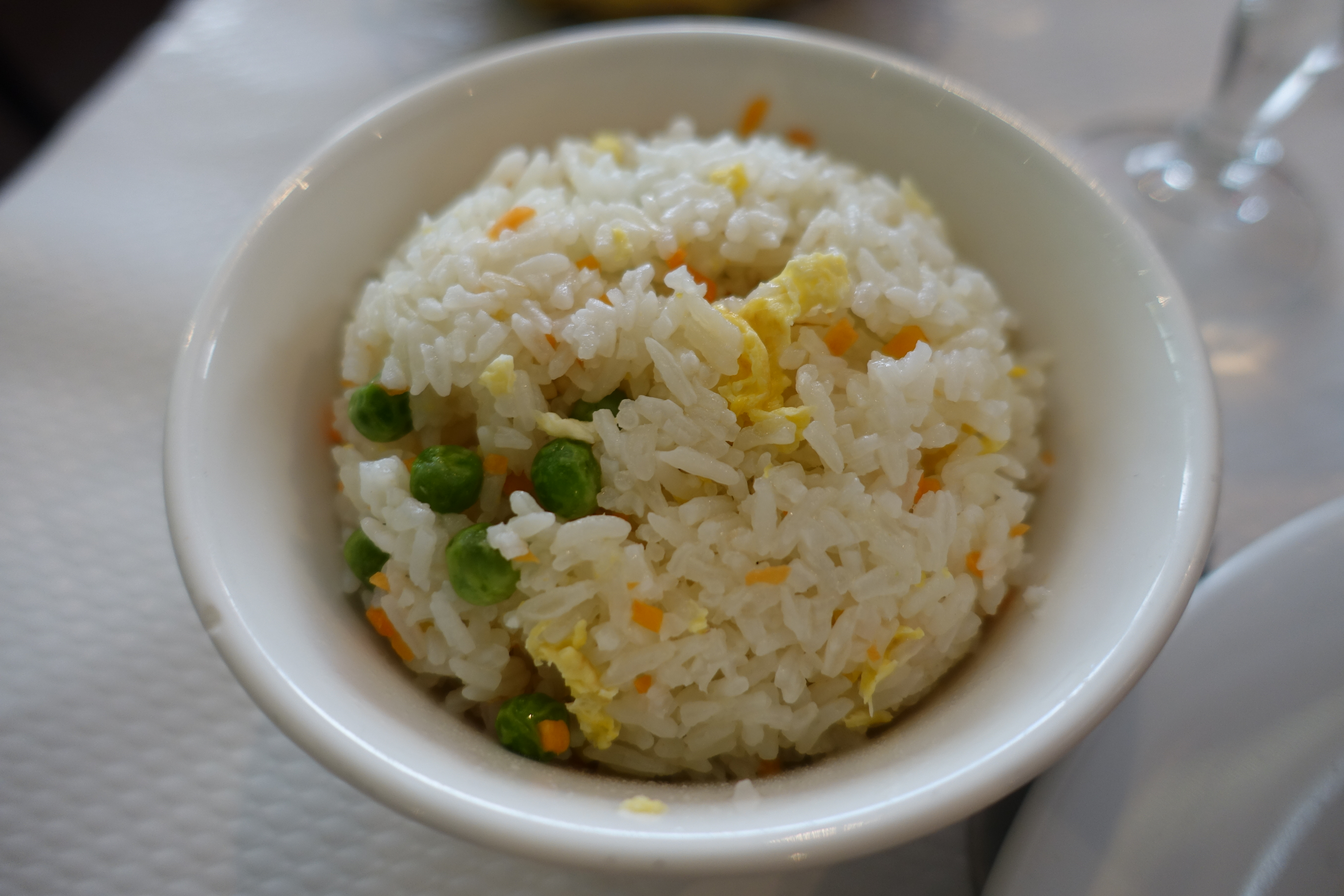
Version parisienne.

- géographiques : en Espagne, il apparaît dans les années 1960 comme spécialité polynésienne avec crevettes, amandes, poulpe, champignons, fenouil et petits pois[19]. Dans sa version classique actuelle on y trouve du poireau, du gingembre, de l'oignon et bien entendu le jamón[20]. Le arroz frito hispanique connait de nombreuses variations la plupart du temps pimentées : arroz chaufán du Chili, arroz chino en Colombie et au Venezuela,  chaulafán en Équateur, arroz chaufa du Pérou[21],[22]. En italien, le terme apparaît plus tardivement (1993)[23]. Parmi les recettes abondantes sur internet on note une attention portée au type de riz utilisé, souvent du riz basmati[24]. Au Portugal, il arrive encore plus tardivement et se fait sans surprise à l'huile d'olive, avec des oignons et sans crevettes[25]. En allemand, le Kantonesischer Reis apparaît vers 2010 avec des recettes réellement mondialisées : riz basmati, huile d'olive, oignons, sauce de soja et nuoc-mâm[26]. Dans les pays arabes, où il est rare, on en rencontre aussi des versions sucrées[27].

- garnitures : de fil en aiguille, les restes de riz se sont vus sautés avec tous les restes du réfrigérateur[28]. Au Pérou, le riz sauté est riche en piment, il y est servi avec des frites, habitude qui serait fréquente aux Pays-Bas[29]. Le tofu remplace la viande dans la version végétarienne, en revanche en Espagne un steak de bœuf peut remplacer le porc[30],[31]. Et pourquoi pas remplacer l’œuf battu par un œuf au plat posé sur le riz comme en Malaisie[32]?

- sauces : tout comme les chefs chinois de Cuba ou du Mexique, Cyril Lignac, le teinte de sauce soja[29],[33]. En principe « le riz cantonais parisien est totalement blanc », donc sans sauce[34]. Mais les principes sont faits pour être violés[35]. Dans les 25 recettes de riz frit données par Christine Feny, trois sont servies avec de la sauce soja, on rencontre aussi la sauce thaï au poisson, sauce tomate, voire du ketchup[29],[36],[37],[38],[39]. En Inde végétarienne ou musulmane le riz sauté rencontre la sauce curry[29].
- la couleur : le riz frit à la mode de Hong Kong est un riz cantonais qu'on colore au wok avant d'y ajouter les œufs (« riz frit en argent incrusté d'or »)[40].

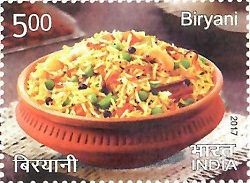
Biryani sur un timbre indien : riz au gras avec légumes toujours épicé à la différence du riz cantonais

Les riz au gras (riz cuit à court mouillement sauté dans un corps gras chaud) avec viande, œufs ou légumes, eux-mêmes nombreux, sont des plats tout aussi traditionnels d'Asie du sud et d'Asie centrale, mais toujours épicés : biryani et ses variantes au cumin, au curry, tora perse au safran et aux épices.

### Riz cantonais sans riz
Dans une recette rendue célèbre par Diego Alary, le chef français le plus suivi sur TikTok en 2021[réf. nécessaire], le riz est remplacé par du chou-fleur écrasé,.

## Manifestations autour du riz cantonais
- Le concours annuel du mangeur le plus rapide de riz cantonais est organisé en février à Saint-Leu[44].

## Anecdotes

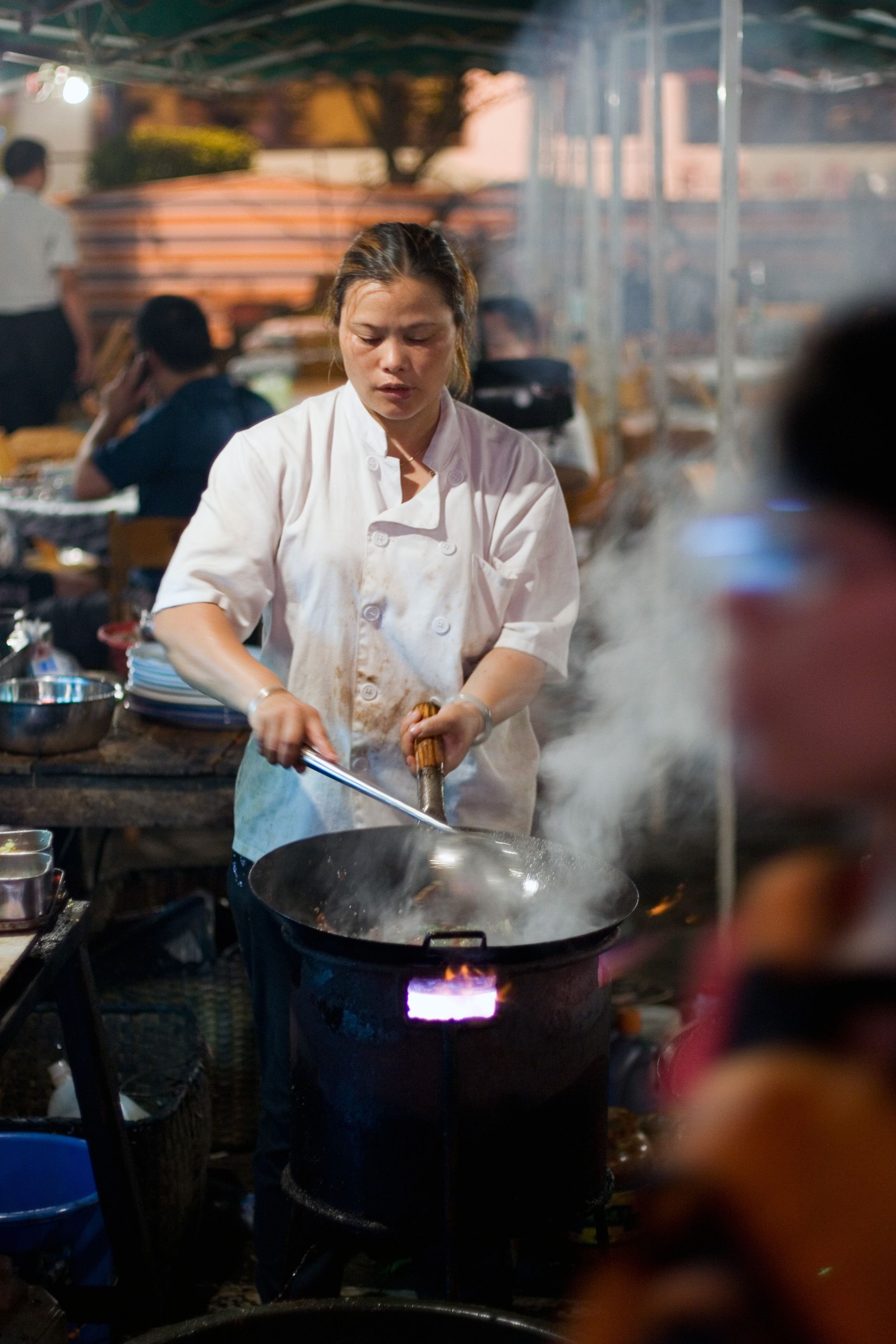
Faire sauter le riz cantonnais dans un wok provoque une douleur de l'épaule chez la majorité des professionnels

- Un énorme plat de riz cantonais 4,19 t a été cuisiné par 300 chefs de Yangzhou en 2015, il n'a pas été validé par le Livre Guinness des records car pas entièrement consommé[45].
- Le fils aîné de Mao Zedong, Mao An-ying, a été tué par un bombardement américain pendant la guerre de Corée car il avait allumé un feu pour faire du riz frit aux œufs devant une grotte où se trouvait le commandement de l'armée chinoise au Pyongan du nord[46].

### Conséquences physiologiques du lancer du riz cantonais cuit au wok
Deux chercheurs de l'Institut de Technologie de Géorgie ont étudié la cinétique du mouvement de retourner le riz en le faisant sauter dans un wok. 64,5% des chefs de restaurant chinois se plaignent de douleur à l'épaule. Après avoir modélisé le mouvement, 3 paramètres déterminants sont isolés : la quantité de riz qui est jetée, la hauteur de vol et le déplacement angulaire du riz. Les auteurs définissent les bons gestes et proposent la conception d'un exosquelette pour réduire le taux de blessures musculaires chez les chefs professionnels.